# 奧洛瓦盧 (夏威夷州)
奧洛瓦盧（英語：Olowalu）是位於美國夏威夷州茂宜縣的一個人口普查指定地區。

## 地理
奧洛瓦盧的座標為20°48′51″N 156°37′48″W / 20.81417°N 156.63000°W，而該地最高點為海拔高度1米（即3英尺）。

## 人口
根據2010年美國人口普查的數據，奧洛瓦盧的面積為7.60平方千米，均為陸地。當地共有人口80人，而人口密度為每平方千米10.53人。